# Desa Ujungjaya (administrativ by i Indonesien, lat -6,45, long 108,27)
Desa Ujungjaya är en administrativ by i Indonesien.   Den ligger i provinsen Jawa Barat, i den västra delen av landet, 160 km öster om huvudstaden Jakarta.